# I’d Do Anything for Love (But I Won’t Do That)
I’d Do Anything for Love (But I Won’t Do That) (englisch für „Für Liebe würde ich alles tun (aber das tu ich nicht)“) ist eine 1993 veröffentlichte Rockballade und das erfolgreichste Lied des US-amerikanischen Rocksängers Meat Loaf. Es wurde als erste Single aus seinem Album Bat out of Hell II: Back Into Hell ausgekoppelt und erreichte in 28 Ländern Platz 1 der Singlecharts. Der von Jim Steinman geschriebene Titel wurde die erste Nummer-1-Single von Meat Loaf in Großbritannien und den USA.
Der Titel des Liedes erscheint als Referenz in Getting So Excited, einem Song auf dem von Jim Steinman produzierten Bonnie-Tyler-Album Faster Than the Speed of Night, wo es ein Teil einer zufällig gehörten Unterhaltung in einer Bar ist. Das Single-Cover ist eine zurechtgeschnittene Version des Gemäldes Leavetaking von Fantasy-Illustrator Michael Whelan, der auch das Coverbild von Bat out of Hell II schuf.

## Inhalt

### Musik & Text
Das Lied startet mit einem auf der Gitarre gespielten Sound, der sich wie ein beschleunigendes Motorrad anhört (ein Hinweis auf Todd Rundgrens Beitrag in der Mitte des Liedes „Bat out of Hell“). Nach diesem Gitarrensound setzt das Klavier mit einem sich immer wiederholenden Pattern ein. Die Gitarre und das Schlagzeug setzen erst später ein und erzeugen somit ein anwachsendes Klangspektrum, in dem sich das Klavierpattern mit den Gitarrenriffs überlagert. Das Klangspektrum reduziert sich gegen Ende des Intros, bis nur noch das Klavier übrig bleibt. Dies bildet die Grundlage für den Gesang von Meat Loaf, der mit den Worten:
And I would do anything for love
I’d run right into hell and back
(dt.: Und für Liebe würde ich alles tun
Ich würde in die Hölle und zurück laufen)
beginnt. Dieser Eröffnungsgesang wird zusätzlich durch zarte Backing Vocals untermalt. Nach dem ersten Chorus gibt es einen Tempowechsel. Es wird deutlich schneller und das Klavier mit Gitarre und Schlagzeug spielen ein kurzes Zwischenspiel und leiten somit zur ersten Strophe über. In dieser Strophe wird der Gesang nur durch Schlagzeug und leise Gitarren begleitet. Das Tempo wechselt erst wieder in ein langsameres bei den Worten:
And maybe I’m crazy
Oh it’s crazy and it’s true
I know you can save me
No one else can save me now but you
(dt.: Und vielleicht bin ich verrückt
Oh, es ist verrückt und es ist wahr
Ich weiß, du kannst mich retten
Niemand anderes kann mich jetzt retten, außer dir)
Bereits bei den darauffolgenden Zeilen wird das Tempo wieder schneller, und der Gesang wird durch aufsteigende Backing Vocals untermalt. Gegen Ende dieses Abschnitts gibt es ein Ritardando und dieses mündet wieder in ein langsameres Tempo. Nach dem Chorus wiederholt der Chor diese Zeilen:
I would do anything for love
Anything you’ve been dreaming of
But I just won’t do that
(dt.: Ich würde für Liebe alles tun
Alles, wovon du geträumt hast
Aber das werde ich nicht tun)
Es folgt eine 45 Sekunden andauernde Instrumental-Passage, gefolgt vom Klavier, das die Titelmelodie spielt, begleitet von Gitarre und wortlosen Backing Vocals von Todd Rundgren, Rory Dodd und Kasmin Sulton. Der Hauptgesang beginnt wieder mit einer neuen Strophe. Der beliebte Ausdruck „sex, drugs and rock ’n’ roll“ wurde zensiert und in „Some days I just pray to the god of sex and drums and rock and roll“ abgeändert. Daraufhin folgt ein langsamer Teil, der mit den Worten „Maybe I’m lonely...“ beginnt, welcher wieder von einem schneller werdenden Abschnitt mit aufsteigenden Backing Vocals, abgelöst wird. Am Ende folgt ein Ritardando, welches im langsameren Tempo endet.
Nach 9:28 Minuten wandelt sich das Lied in ein Duett. Dieser Teil kann als ein eigener Abschnitt betrachtet werden, in welchem die Frau dem Mann Fragen stellt, was er alles für sie tun würde. Er antwortet, dass er alles tun würde, was sie eben beschrieben hat. Seine Worte „I can Do that“ werden durch Backing Vocals unterstützt, wodurch seinen Worten mehr Gewicht verliehen wird. Während er das letzte „that“ singt, fällt sie ihm bereits ins Wort, indem sie weitere Dinge nennt, die er für sie tun würde. Sie greift in ihren Strophen auf Bilder zurück wie etwa:
Will you make me some magic with your own two hands?
(dt.: Wirst du mir mit deinen beiden Händen etwas zaubern?)
Can you build an emerald city with these grains of sand?
(dt.: Kannst du mir aus diesen Sandkörnern eine Smaragdstadt bauen?)
Für die beiden Finalabschnitte vermutet die Frau, dass er eventuell Dinge machen würde, die sie verletzen und ihre Beziehung gefährden könnten: dass er alle Erinnerungen an sie und die Gefühle zwischen ihnen vergessen und weitergehen („to move on“) sowie herumhuren („screwing around“) würde. Beide Male antwortet der Mann „Aber ich werde das nicht machen“ („But I won’t do that“).
Das Lied endet mit dem letzten Chorus, der nicht nur durch Klavier und Backing Vocals begleitet wird, sondern auch immer langsamer wird.
All Music Guide sagt: „Meat Loaf verkauft die grenzwertig kitschigen Texte mit gutturaler Stimme, deren bewegende Überzeugung das Herzliche hervorbringt, das sich hinter den klugen Phrasen verbirgt.“ (Engl. Original: Meat Loaf sells the borderline-campy lyrics with a full-throated vocal whose stirring sense of conviction brings out the heart hidden behind the clever phrases.)

### Bedeutung des Wortes „that“
Jede Strophe umfasst zwei Dinge, die er für Liebe tun würde, gefolgt von einer Sache, die er nicht machen wird. Jede Erwähnung von „that“ ist ein Hinweis auf ein besonderes Versprechen, das er zuvor in derselben Strophe gegeben hat.
- „But I’ll never forget the way you feel right now …“ (dt. „Aber ich werde nie vergessen, wie du dich jetzt gerade fühlst …“)
- „But I’ll never forgive myself if we don’t go all the way tonight …“ (dt. „Aber ich werde mir nie vergeben, wenn wir es heute Nacht nicht machen …“)
- „But I’ll never do it better than I do it with you …“ (dt. „Aber ich werde es nie besser machen als mit dir …“)
- „But I’ll never stop dreaming of you every night of my life …“ (dt. „Aber ich werde nie aufhören, jede Nacht meines Lebens von dir zu träumen …“)

Allerdings verstehen einige Menschen den Text falsch und behaupten, der Sänger habe nie genau bestimmt, was „that“ ist, das er nicht bereit ist zu tun. Eine frühe Episode der VH1-Sendung „Pop-Up Video“ behauptete am Ende des Musikvideos: „Was genau Meat Loaf nicht für Liebe tun würde, bleibt bis zum heutigen Tag ein Mysterium“. Ein Kritiker, der für All Music Guide schrieb, verstand den Text ebenfalls falsch und kommentierte: „Der Text erzeugt Spannung durch das Porträtieren eines Romantik zerstörenden Liebhabers, der verspricht, alles für die Liebe zu tun außer ‚das‘, ein Mysterium, das niemals genau festgelegt wird.“
Meat Loaf sagt im Video VH1 Storytellers, dass die Frage „Was ist ‚das‘?“ eine der häufigsten Fragen ist, die ihm gestellt wird. Er erklärte die Bedeutung sogar auf der Bühne und verwendete dabei eine Tafel und einen Zeigestab.
Jim Steinman sagte auf der DVD „Back into Hell: Meat Loaf & Jim Steinman Interview“: „Es ist eine Art kleines Puzzle und ich vermute, dass es weitergehen wird – aber es sind alles großartige Sachen. Ich werde nicht aufhören, wunderschöne Sachen zu machen und ich werde keine schlechten Sachen machen. Es ist sehr nobel. Ich bin stolz auf dieses Lied, denn es ist ziemlich gleich mit der Welt von Excalibur. Für mich ist es wie Sir Lancelot oder etwas – sehr nobel und ritterlich. Es ist mein Lieblingslied auf der Platte – es ist sehr ehrgeizig.“

## Kommerzieller Erfolg

### Chartplatzierungen
| ChartsChartplatzierungen       | Höchstplatzierung | Wochen |
| ------------------------------ | ----------------- | ------ |
| Deutschland (GfK)              | 1 (27 Wo.)        | 27     |
| Österreich (Ö3)                | 1 (19 Wo.)        | 19     |
| Schweiz (IFPI)                 | 1 (25 Wo.)        | 25     |
| Vereinigte Staaten (Billboard) | 1 (44 Wo.)        | 44     |
| Vereinigtes Königreich (OCC)   | 1 (21 Wo.)        | 21     |

| ChartsJahrescharts (1993)      | Platzierung |
| ------------------------------ | ----------- |
| Deutschland (GfK)              | 17          |
| Österreich (Ö3)                | 20          |
| Vereinigte Staaten (Billboard) | 36          |
| Vereinigtes Königreich (OCC)   | 1           |

| ChartsJahrescharts (1994)      | Platzierung |
| ------------------------------ | ----------- |
| Deutschland (GfK)              | 20          |
| Österreich (Ö3)                | 14          |
| Schweiz (IFPI)                 | 32          |
| Vereinigte Staaten (Billboard) | 38          |

### Auszeichnungen für Musikverkäufe
| Land/Region                  | Auszeichnungen für Musikverkäufe (Land/Region, Auszeichnung, Verkäufe) | Verkäufe  |
| ---------------------------- | ---------------------------------------------------------------------- | --------- |
| Australien (ARIA)            | 2× Platin                                                              | 140.000   |
| Deutschland (BVMI)           | Platin                                                                 | 500.000   |
| Neuseeland (RMNZ)            | Platin                                                                 | 10.000    |
| Niederlande (NVPI)           | Platin                                                                 | 75.000    |
| Österreich (IFPI)            | Platin                                                                 | 50.000    |
| Schweiz (IFPI)               | Gold                                                                   | 25.000    |
| Vereinigte Staaten (RIAA)    | Platin                                                                 | 1.000.000 |
| Vereinigtes Königreich (BPI) | Platin                                                                 | 600.000   |
| Insgesamt                    | 2× Gold · 8× Platin ·                                                  | 2.300.000 |

Hauptartikel: Meat Loaf/Auszeichnungen für Musikverkäufe

## Weiblicher Gesangspart
Das Lied beinhaltet einen weiblichen Gesangspart, der auf dem Album nur als Mrs. Loud vermerkt wurde. Sie wurde später als Lorraine Crosby erkannt, eine Sängerin aus Nordwestengland, die regelmäßig in Feriencamps und Vereinen sang. Im Video war sie jedoch nicht zu sehen, stattdessen übernahm Dana Patrick lippensynchron ihren Gesang. Bei Konzerten übernimmt die amerikanische Sängerin Patti Russo den weiblichen Gesangspart.

## Länge
Steinmans Lieder sind gewöhnlich viel länger als die meisten anderen Lieder und „I’d Do Anything for Love (But I Won’t Do That)“ ist keine Ausnahme. Das Lied ist ganze 12 Minuten lang und Steinman jammerte, als Führungskräfte ihm rieten, das Lied zu kürzen, um im Radio gespielt zu werden. Manager Allen Kovac warnte, dass alle Lieder über 5 Minuten nicht im Radio gespielt würden und sagte, wenn Steinman und die Gruppe nicht den Schnitt machen würden, machten es die Sender. Sogar nachdem sie die Schnitte machten, sendete Steinman seine eigene Version an die Sender.
Die Singleversion wurde auf 5:25 Minuten reduziert, in der die gesamte Motorrad-Einleitung weggelassen wurde. Die Videoversion, in der das Motorrad-Intro nur in Teilen erhalten blieb, wurde auf 7:38 Minuten geschnitten. In sowohl der Single- als auch der Videoversion wurde der ausführliche Instrumentalabschnitt ausgelassen. In beiden Versionen wurde der Refrain „I’d do anything for love, anything you’ve been dreaming of, but I just won’t do that“, der dreimal vor dem Instrumental-Abschnitt gesungen wird, nur zweimal gesungen. Derselbe Refrain wird noch siebenmal vor der Zeile „But I’ll never stop dreaming of you …“ gesungen, in der Videoversion nur dreimal (in der Singleversion wurde diese Zeile an dieser Stelle rausgeschnitten und kommt im Lied nur einmal vor).
In der Single- und Videoversion wurde die Zeile „And some nights, I lose the feeling. And some nights I lose control. Some nights, I just lose it all when I watch you dance and the thunder rolls“ herausgeschnitten.
Lorraine Crosby (deren Gesang im Video lippensynchron von Model/Schauspielerin Dana Patrick übernommen wurde) hat sechs Abschnitte, in denen sie singt. In der Videoversion wurden die zweite und dritte Strophe entfernt, in der Singleversion zusätzlich die fünfte Strophe.

## Musikvideo

### Produktion und Hintergrund
Michael Bay führte beim Musikvideo Regie. Er führte außerdem Regie bei Objects in the Rear View Mirror May Appear Closer Than They Are und Rock and Roll Dreams Come Through (beide vom Album Bat Out of Hell II). Gedreht wurde in Los Angeles County, Kalifornien im Juli 1993. Die anfängliche Verfolgungsjagd wurde in Chávez Ravine gedreht, die Innenaufnahmen des Schlosses in Greystone Mansion, Beverly Hills. Der Kameramann war Daniel Pearl, hauptsächlich bekannt für den Dreh von „The Texas Chain Saw Massacre“ im Jahre 1973. Pearl sagte, dieses Video „ist eines meiner absoluten Lieblingsprojekte … Ich denke, die Kameraführung ist fehlerlos und es erzählt eine Geschichte über das Lied.“
Das Video basiert auf Die Schöne und das Biest, Bram Stoker’s Dracula und Das Phantom der Oper. Bob Keane machte Meat Loafs Make-up, für das bis zu zwei Stunden gebraucht wurden. Das Make-up wurde gestaltet, um einfach und gruselig zu sein, doch „mit der Fähigkeit, ihn sympathisch zu machen.“ Das Video überstieg das Budget und wurde 4 Tage bei 32 °C gedreht. Nach Angaben eines Insiders hatte es „wahrscheinlich das Budget von ‚Vier Hochzeiten und ein Todesfall‘.“ Es ist die gekürzte 7-Minuten-Single-Version und nicht die 12-Minuten-Album-Version.
Die Schauspielerin Dana Patrick spielte ebenfalls die Hauptrolle im Video zu „I’d Lie for You (And That’s the Truth)“ vom Album Welcome to the Neighbourhood. Sie mimt Crosbys Gesang, genau wie die von Patti Russo in dem 1995er Song. Nach den Untertiteln von „Pop-up Video“ erhielt Patrick von Führungskräften, die annahmen, sie würde tatsächlich im Video singen, mehrere Angebote für Plattenverträge, nachdem das Video ausgestrahlt wurde. Lippensynchronisation wurde auch schon zu Meat Loafs Video „Paradise by the Dashboard Light“ from Original Bat-out-of-Hell-Album entdeckt, in dem Karla DeVito lippensynchron Ellen Foleys Gesang übernahm.

### Handlung
Das Video beginnt mit einer Verfolgungsjagd und dem Zitat: „Ich reiste jahrelang quer durch das Universum, um sie zu finden. Manchmal ist das Gehen der ganzen Strecke erst der Anfang …“ Ein Polizeiauto und Hubschrauber jagen ein Motorrad in ein schauriges Schloss, eine Szene ähnlich wie der Anfang des Videos zu „Bat out of Hell“. Die Polizisten durchsuchen das heruntergekommene Schloss mit Taschenlampen. Plötzlich kracht ein Motorrad, gefahren von einer Bestie, durch die Mauer und löst einen Schuss aus dem Gewehr eines Polizisten, der einen Kronleuchter trifft, welcher auf den Mann herunterfällt (derselbe Schauspieler war im Werbespot zu Bud Lights „I Love You, Man“ zu sehen).
Die Bestie rennt durch dunkle Wälder, um einer jungen Frau (Dana Patrick) an einem Brunnen nachzuspionieren. Sie fühlt sich beobachtet, als das Sonnenlicht vom Schmuckanhänger der Bestie in ihrem Handspiegel reflektiert. Diese lässt den Anhänger fallen, als sie flieht, woraufhin die Frau ihn aufhebt und ihr folgt.
Beide Charaktere scheinen durch den Wald zu laufen, eingetaucht in High-key mit blauer Tönung. Es folgt ein Schnitt und zu sehen ist die Bestie im alten Schloss sitzend und einen Kelch haltend, in dem sie die Spiegelung des Gesichts der jungen Frau sieht. Als diese durch den Wald rennt, kommt sie am Schloss vorbei.
Eine Gruppe Polizisten sperrt das Schloss mit gelbem Warnband ab. Die Hand des Polizisten aus der früheren Szene wird gezeigt, zusammen mit einer blutbefleckten Scherbe des Kronleuchters.
Verschiedene Szenen werden eingestreut, einige mit Meat Loaf mit und ohne Make-up, einige mit dem Mädchen badend, dann auf einem Bett liegend mit drei Musen, die sie scheinbar auf die Begegnung mit dem Biest vorbereiten. Dies hat Zwischentöne von Ken Russells Video für Steinmans 1989 Pandora’s Box-Produktion von „It’s All Coming Back to Me Now“ (Blau- und Gelbtönung werden verwendet für verschiedene Zeitperioden, in derselben Art wie 16 Jahre später im Video zu Meat Loafs und Marion Ravens Version von „It’s All Coming Back to Me Now“, das in einem ähnlichen Gruselschloss spielt und ebenfalls ein Spiegelbild verwendet).
Das Biest zerschlägt wütend den Spiegel, nachdem es sein Spiegelbild gesehen hat. Die Frau sitzt auf einer Couch, die anfängt, in die Höhe zu schweben, kontrolliert von der Bestie mit einem Kinetoskop. Dies wurde 2004 einige Male live auf der Bühne wiederholt. Sie beginnt ihre Zeilen zu singen:
Will you raise me up, would you help me down?
(dt.: Wirst du mir hochhelfen, würdest du mir wieder herunterhelfen?)
Will you get me right out of this godforsaken town?
(dt.: Wirst du mich aus dieser gottverlassenen Stadt herausholen?)
Während dieses Duetts sind das Biest und die Frau nicht zur selben Zeit zu sehen; dann betritt die Gruppe Polizisten das Schloss und sucht nach dem Biest. Das Kinetoskop zerspringt, der Stuhl fällt herab und die Bestie und die Frau tun sich zusammen, als sie aus dem Raum rennen.
Als sie in einem Korridor mit der Zeile „And you’ll see that it’s time to move on“ (dt.: und du wirst sehen, dass es Zeit ist unserer Wege zu gehen – oder: die Vergangenheit ruhen zu lassen) anhalten, sieht das Mädchen das Gesicht der Bestie zum ersten Mal. Dann, als sie die Bestie umarmt, verwandelt sich deren Gesicht zurück in eine menschliche Form, was eine Anspielung auf das Thema des Volksmärchens Die Schöne und das Biest (La Belle et la Bête) ist, bei dem die Liebe einer Frau einem in ein Monster („Biest“) verwandelten Mann seine menschliche Gestalt zurückgibt. So kann der ganze Clip als moderne Adaptation dieses Märchens verstanden werden. Meat Loaf ist darin der verfluchte Prinz, der offenbar über erheblichen Wohlstand verfügt: Er hat ein Schloss mit wertvollen Möbeln, trinkt Wein aus geschliffenen Kristallgläsern, hat ein Kinetoskop, das in vergangenen Zeiten eine unerhörte Neuerung und entsprechend wertvoll war und fährt ein teures Custom-Bike. Aber er sieht sich Anfeindungen ausgesetzt (Verfolgungsjagd am Anfang) und ist ein einsames, entstelltes „Biest“, das offenbar in käuflicher Sexarbeit der drei „Musen“ Trost sucht, aber erst durch die Zuneigung des Mädchens, das den Menschen in ihm erkennt, aus seinem elenden Dasein erlöst wird und seine Menschlichkeit zurückerlangt, woraufhin er Alles hinter sich lässt und mit ihr an seiner Seite, bzw. auf dem Sozius, in die Welt zurückkehrt. Das Paar verschwindet aus dem Schloss, während er verkündet „But I won’t do that“ (dt.: Aber das werde ich nicht machen!), und fahren auf dem Motorrad in den Sonnenuntergang. (Diese letzte Einstellung wird später im Video zu „I’d Lie for You (and That’s the Truth)“ die erste Szene).

## Erfolg
Das Lied erreichte in 28 Ländern Platz 1 der Singlecharts, als erstes in Australien am 4. September 1993, wo es für 8 Wochen an der Spitze blieb und die meistverkaufte Single in diesem Jahr wurde. Mit 761.200 verkauften Exemplaren und sieben Wochen Platz 1 gelang dies auch in Großbritannien. Als Reaktion auf den Erfolg wurde die Single Bat out of Hell in Großbritannien wiederveröffentlicht und schaffte es diesmal in die Top 10 (was es bei der ersten Veröffentlichung 1979 nicht geschafft hatte). Das bedeutete, dass Meat Loaf das seltene Kunststück schaffte, zwei Singles in den britischen Top 10 zur gleichen Zeit zu platzieren. Der Titel war ab 6. November 1993 für fünf Wochen Nummer 1 in den USA. Meat Loaf gewann den Grammy für die beste Rockgesang-Darbietung.

## Kulturelle Auswirkung
Der enorme Erfolg des Liedes hatte eine starke Auswirkung auf die Popkultur. In seinem Cameo-Auftritt in Spiceworld als Busfahrer der Spice Girls wurde von Meat Loaf verlangt, die Toilette für sie zu reparieren. Meat Loaf sagte darauf „Hör mal, ich liebe diese Mädchen und ich würde alles für sie tun, aber nicht das.“ (engl.: „Hey man, I love these girls, and I’d do anything for them, but I won’t do that“).
Die Rockband Evanescence wurde gebildet, als die zukünftige Sängerin Amy Lee das Lied in einem Jugendkamp auf dem Klavier spielte und sang. Ben Moody sah sie und war begeistert von ihrer Interpretation dieses Liedes. Anschließend begannen sie ihre musikalische Zusammenarbeit.
Der Song wurde 2005 in Großbritannien für eine Werbekampagne für den Softdrink Dr. Pepper verwendet. Der Spot zeigt ein Liebespaar zusammen. Der Freund macht Dinge für seine Freundin wie Tampons kaufen, ihre Unterwäsche im Waschsalon zu falten … Doch als sie nach seiner Dr. Pepper greift, endet das Lied mit der Zeile „But I won’t do that“.

## Coverversionen
- Nicholis Louw (2008)
- Sarah Geronimo (2009)
- Xandria (2015)
- Checkin’ Vibes (2018)